# برايان والش
برايان والش (بالإنجليزية: Brian Walsh)‏ (26 مارس 1932 في المملكة المتحدة - 2001 في المملكة المتحدة) هو لاعب كرة قدم بريطاني في مركز جناح ‏. لعب مع كارديف سيتي ونادي أرسنال ونيوبورت كونتي.

## وصلات خارجية
- برايان والش على موقع قاعدة بيانات كرة القدم.إي يو (الإنجليزية)